# Ficus guntheri
Ficus guntheri là một loài thực vật có hoa trong họ Moraceae. Loài này được J.H.Torres mô tả khoa học đầu tiên năm 1985.